# MBB-BMW
Der MBB-BMW ist ein Geländewagen-Prototyp der Messerschmitt-Bölkow-Blohm (MBB) in Ottobrunn. Das Amphibische Geländefahrzeug für 0,5 t Nutzlast wurde zusammen mit BMW auf Basis des Euro-Jeep weiterentwickelt.

## Entwicklung
Die Entwicklung für ein neues NATO-Fahrzeug, den Euro-Jeep, geriet wegen der Kosten und wegen technischer Schwierigkeiten ins Stocken. Eine Bewerbergruppe (NSU, Moto Guzzi und Panhard-Citroën) schied schon nach der ersten Vorauswahl aus. Die Gruppe um Büssing, Lancia und Hotchkiss konnte die Kostenziele ebenfalls nicht einhalten und zog sich aus der Entwicklung zurück. Fiat und MAN bauten bis 1975 noch 10 weitere Prototypen und Renault-Saviem entwickelte ein Fahrzeug im Stil des Euro-Jeep mit Wasserstrahlantrieb. MBB arbeitete zusammen mit BMW weiter an dem Euro-Jeep-Konzept.

## MBB BMW
Der größte Unterschied zum bisherigen Euro-Jeep in Stahlbauweise war der Aufbau des Fahrzeugs um eine große Bodenwanne aus Kunststoff. Diese Bodenwanne war zweiteilig aufgebaut, in der Mitte längs geteilt. Die beiden Hälften aus GFK wurden zusammenlaminiert und in etlichen Bereichen mit PUR-Schaum aufgefüllt. In den GFK-Hälften waren mehrere Stahleinleger einlaminiert, um die Wanne zu verstärken. Als Partner für das große Kunststoffbauteil wurde die Bayer AG gewonnen, die Erfahrungen durch den BMW-Kunststoffsportwagen K 67 mit einfließen lassen konnte. Äußerlich war der MBB-BMW vom Euro-Jeep an den glatten Außenwänden zu unterscheiden. Weiterhin hatte das Fahrzeug einen längeren Radstand und war etwas schlanker als die Version der Hans Glas GmbH aus dem Jahr 1964. Angetrieben wurde das Fahrzeug von einem 2,1-l-BMW-Motor, der als Industriemotor ausgelegt war und 95 PS leistete. Die Tests beim Bundesamt für Wehrtechnik verliefen zwar alle erfolgreich, jedoch entschieden sich die NATO-Partner wieder für nationale Lösungen und für die Bundesrepublik war das der VW Iltis.

## Modellübersicht
| Fahrzeugtyp:                 | MBB-BMW | |
| ---------------------------- | --- | --- |
| Bauzeitraum:                 | 1970 bis 1972 | 1970 bis 1972 |
| Motor:                       | BMW Industriemotor | BMW Industriemotor |
| Hubraum:                     | 2100 cm³ | 2100 cm³ |
| Bohrung × Hub:               | ? mm × ? mm | ? mm × ? mm |
| Vergaser:                    | ? | ? |
| Verdichtung:                 | ? | ? |
| Leistung bei 1/min:          | 70 kW (95 PS) bei 4800 1/min | 70 kW (95 PS) bei 4800 1/min |
| Drehmoment bei 1/min:        | ? Nm | ? Nm |
| Antrieb:                     | Fünfgang-Schaltgetriebe, Hinterradantrieb; Frontantrieb zuschaltbar                                                                                     | Fünfgang-Schaltgetriebe, Hinterradantrieb; Frontantrieb zuschaltbar                                                                                     |
| Karosserie:                  | Selbsttragende Kunststoffkarosserie, schwimmfähige Wanne                                                                                                | Selbsttragende Kunststoffkarosserie, schwimmfähige Wanne                                                                                                |
| Fahrwerk:                    | Vorderradaufhängung: Einzelradaufhängung Dreiecksquerlenkern; Federbeine, Schraubenfedern Hinterradaufhängung: Längslenker, Federbeine, Schraubenfedern | Vorderradaufhängung: Einzelradaufhängung Dreiecksquerlenkern; Federbeine, Schraubenfedern Hinterradaufhängung: Längslenker, Federbeine, Schraubenfedern |
| Lenkung:                     | Schnecke - Rolle | Schnecke - Rolle |
| Bremsen:                     | Trommeln hydraulisch wirkend | Trommeln hydraulisch wirkend |
| Bereifung:                   | 7.0 R 16, auf 5.50x16 | 7.0 R 16, auf 5.50x16 |
| Radstand:                    | 2250 mm | 2250 mm |
| Maße L × B × H:              | 3912 mm × 1640 mm × 1180 mm | 3912 mm × 1640 mm × 1180 mm |
| Kofferraum:                  | 2500 Liter (Sitzbank geklappt) | 2500 Liter (Sitzbank geklappt) |
| Leergewicht (getankt):       | 1700 kg | 1700 kg |
| Zuladung:                    | 500 kg | 500 kg |
| Höchstgeschwindigkeit:       | 105 km/h | 105 km/h |
| Beschleunigung (0–100 km/h): | nicht bekannt | nicht bekannt |
| Kraftstofftank:              | 60 Liter | 60 Liter |
| Stückzahl:                   | 3 | 3 |